# Битка при Лас Навас де Толоса
Би́тка при Лас На́вас де Толо́са (на испански: Batalla de Las Navas de Tolosa) се състои на 16 юли 1212 година между съединените сили на католическите кралства Кастилия, Арагон, Навара и Португалия и армията на маврите от династията на Ал-Мохадите, и завършва със стратегически разгром на мюсюлманските сили. Битката се счита за повратна точка на процеса на Реконкистата, след която последва необратимо изгнание на мюсюлманите от Пиренейския полуостров.

## Предистория
През септември 1211 година Алфонсо VIII Кастилски призовава васалите към нов поход. През следващата 1212 година, испанските епископи се домогват от папа Инокентий III да направи официален призив за кръстоносен поход. Папата под страх от отлъчване, предупреждава всички крале на полуострова за необходимостта да поддържат кастилците с меч в ръка.
През юни 1212 година в Толедо се събира обединената армия на испанците, португалците и немного френски рицари. Сам Алфонсо VІІІ оценява силите на кастилската войска на 2000 рицари, 10 000 конници и 50 000 пехотинци; c броя на съюзниците, числеността се увеличава двойно. Числеността на противостоящата армия на халифа Мухамад Ал-Насир според испански източници се оценява на 600 000 воини.

## Същинската битка
На разсъмване на 16 юли, кастилците атакуват авангарда на маврите около съвременния муниципалат Санта-Елена (Испания). След няколко часа на ръкопашен бой кастилците, осъзнават безизходността на този начин на бой, водещ единствено до изтощение с числено превъзхождащия ги противник. Затова стремително решават и си пробиват път към укрепения лагер на халифа и го вземат с щурм. Мухамад ан-Насир уплашен бяга в Мароко. Неговата войска, преследвана от испанската кавалерия, се разпръсва.
По различни оценки, загиват от 60 до 200 хиляди мюсюлмани; сведения за загубите на християните са противоречиви.
През 18 – 23 юли испанците превземат укрепените градове на маврите, в това число Баесо, където падат и били взети в плен до 60 000 мюсюлмани. Скоро крал Алфонсо VІІІ Кастилски прекъсва кампанията заради угроза от епидемия на чума.

## Легендата за Санчо
Санчо VII Наварски има сериозен принос в победата на армиите на християнската коалиция над войските на Ал-Мохадите на 16 юли 1212 година в битката при Лас-Навас-де-Толоса. Зад войските на Ал-Мохадите се намира лагера им, в центъра на който се намира палатката на техния вожд Мухамад Ал-Насир (християните го наричали Мирамамолин). Палатката се охранява от неговата лична гвардия, състояща се от хиляди африкански роби, които са приковани между себе си с верига (според една легенда – златна) и обграждат своя господар, образувайки жива стена, която защитава от възможно нападение. В един от решаващите моменти на битката, кралят на Навара със своите рицари достига палатката на вожда на Ал-Мохадите, но на никой не се отдава да преодолее плътната жива стена от оковани роби. Тогава Санчо разбива тази верига и със своя кон нахлува в палатката на вожда, увличайки наварците след себе си. Виждайки този успех, след него нахлуват и другите рицари.
В палатката е седящият Мухамад Ал-Насир, четящ Корана, който на главата си има голям бял тюрбан с огромен зелен изумруд в центъра. Мухамад Ал-Насир, виждайки, че е претърпял поражение, скача на своя кон и в ужаса си бяга. В Ал-Мохадската войска започва всеобща паника и, скоро цялата останала войска се обръща в бягство.
След тази битка Санчо получава герб във вид на червен щит с пресичащи се златни вериги и зелен изумруд в центъра.